# Praefectus cohortis
De praefectus cohortis was in de Romeinse oudheid de commandant van een cohort hulptroepen (auxilia van het Romeins leger.
De prefect voerde het commando over een cohort van 500 (cohors quingenaria) of 1000 soldaten (cohors milliaria). De eenheid bestond meestal uit infanterie, soms uit cavalerie, boogschutters of andere eenheden. Er bestonden ook gecombineerde cohorten, bijvoorbeeld met infanterie en cavalerie.
Voor de Romeinse ridders (equites) was het uitoefenen van de taken als praefectus cohortis de eerste stap (militia prima) in de militia equestris, de voorgeschreven militaire loopbaan voor de ridderstand.